# All Areas - Worldwide
All Areas - Worldwide è un doppio disco live registrato e pubblicato dalla band heavy metal tedesca Accept nel 1997. Esso, nelle edizioni del Giappone e degli Stati Uniti uscì con il titolo The Final Chapter.

## Tracce

### Disco 1
1. Starlight
2. London Leatherboys
3. I Don't Wanna Be Like You
4. Breaker
5. Slaves to Metal
6. Princess of the Dawn
7. Restless and Wild
8. Son of a Bitch
9. This One's for You
10. Bulletproof
11. Too High to Get it Right

### Disco 2
1. Metal Heart
2. Fast as a Shark
3. Balls to the Wall
4. What Else
5. Sodom and Gomorra
6. The Beast Inside
7. Bad Habits Die Hard
8. Stone Evil
9. Death Row

## Formazione
- Udo Dirkschneider - voce
- Wolf Hoffmann - chitarra
- Jörg Fischer - chitarra
- Peter Baltes - basso
- Stefan Kaufmann - batteria
- Stefan Schwarzmann - batteria